# Легенда о решающем голосе Муленберга
Легенда Муленберга — городская легенда, утверждающая, что немецкий язык мог бы стать официальным языком США. 
Для принятия соответствующего законопроекта на голосовании не хватило всего лишь одного голоса (решающего), и голос «против» якобы отдал немец по происхождению Фредерик Муленберг (1750—1801).
Легенда появилась в 1840 году и получила распространение благодаря опубликованной в 1847 году книге Франца фон Лёэра «История достижений немцев в Америке». В начале XIX века значительную часть прибывавших в Соединённые Штаты переселенцев составляли немцы, однако эти показатели в то время преувеличивались (к 1830 году немцы составляли в Пенсильвании менее 33 % и около 9 % в США в целом).
Поводом для создания легенды стала петиция, поданная 9 января 1794 года несколькими немецкими переселенцами из Вирджинии в Палату представителей США с требованием публиковать законы также и на немецком языке. Она была отклонена при голосовании 42 голосами против 41 голоса «за». Фредерик Муленберг, спикер Палаты представителей, не принимал участия в этом голосовании, но позднее якобы заявил: «Чем быстрее немцы станут американцами, тем лучше».